# Northrop YB-49
Die Northrop YB-49 war ein Prototyp eines turbinengetriebenen Nurflügel-Bombers mit acht Strahltriebwerken, der kurz nach dem Zweiten Weltkrieg für die US Air Force entwickelt wurde. Sie war ein unveränderter Umbau der Northrop YB-35 mit Strahlantrieb anstatt Propellerantrieb. Der Bomber wurde nie in Serie gebaut, stattdessen erhielt die in konventioneller Auslegung gebaute Convair B-36 den Vorzug. Die Northrop Corporation machte so jedoch bereits früh Erfahrungen mit dem Nurflügel, die sich unter anderem beim Bau der Northrop B-2A Spirit als wertvoll erwiesen.

## Geschichte
Die erste YB-49 flog am 1. Oktober 1947 und lieferte auf Anhieb bessere Ergebnisse, als sie die YB-35 jemals erreicht hatte. Sie stellte inoffizielle Rekorde auf für die längste Zeit in großer Höhe (sechs Stunden über 40.000 Fuß/12.200 Meter) und den schnellsten Transkontinental-Flug. Von Kalifornien zur Andrews Air Force Base in Washington DC benötigte sie vier Stunden und 20 Minuten.
Das Programm jedoch litt, ähnlich wie bereits das der YB-35, unter ernsthaften Problemen, die im Absturz des ersten Prototyps 42-102367 in Kalifornien am 5. Juni 1948 gipfelten. Dabei kam die gesamte Besatzung um, darunter auch Captain Glen Edwards, der für Steuerbarkeit und Stabilität verantwortliche Testpilot, nach dem die Edwards Air Force Base nahe Los Angeles benannt wurde. Dieser Luftwaffenstützpunkt hieß zuvor Muroc AFB und war der Flugplatz, von dem aus die YB-49 ihren Rekord-Transkontinentalflug begann. Die Ursache des Absturzes wurde niemals bekannt; es wird von Problemen der strukturellen Stabilität ausgegangen, welche das Flugzeug nach einem Test mit Strömungsabriss und freiem Fall in der Luft auseinanderbrechen ließen.
Auch andere Probleme ergaben sich aus dem bloßen Umbau des Propellerflugzeuges in einen Jet, wie etwa das viel zu langsame Einfahren des Fahrwerks, das von Testpiloten dadurch kompensiert wurde, dass sie nach dem Start steiler stiegen als vorgesehen, um nicht zu schnell zu werden und so die Beschädigung der Fahrwerksklappen durch den Fahrtwind zu vermeiden.

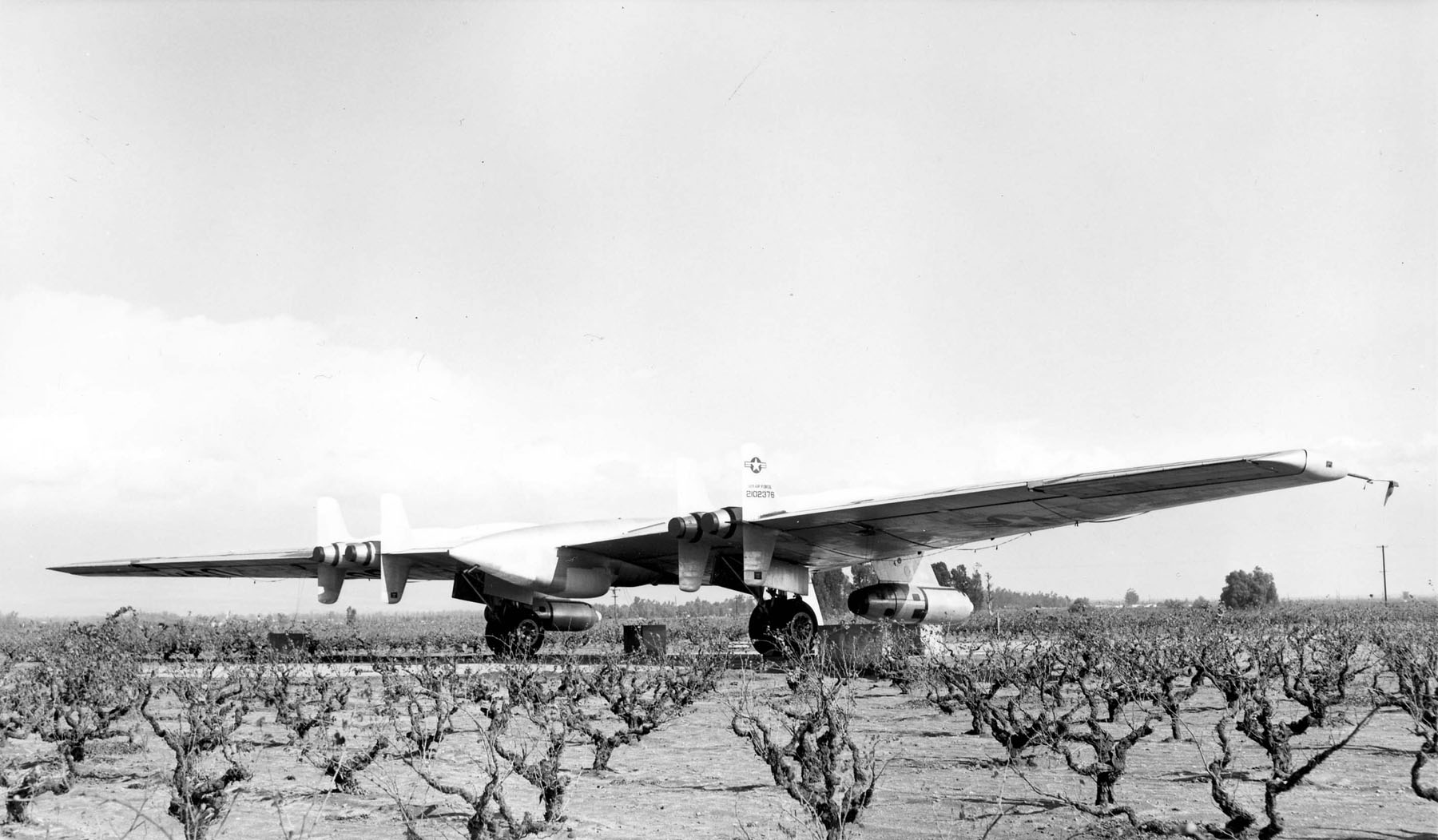
YRB-49A mit 6 Triebwerken

 Im September 1948 wollte die US-Luftwaffe aus der YB-49 die RB-49A machen, ein Aufklärungsflugzeug, und vergab den Auftrag für die Massenproduktion an Consolidated Vultee Aircraft Corporation. Im Januar 1949 wurde dieser Auftrag jedoch gestoppt, nachdem der Luftwaffen-Testpilot Major Robert Cardenas das Flugzeug als instabil bezeichnete. Er war es auch, der den anderen Testpiloten den Verzicht auf Stall-Manöver nahelegte, da die Steuerflächen dann unwirksam wurden.
Aerodynamiker vermuten heute, dass diese Instabilität, die in kleinerem Umfang bereits bei der YB-35 bestand, daher rührte, dass in die YB-49 statt der ursprünglichen Propellertriebwerke Düsentriebwerke eingebaut wurden, ohne den Flügel zu verändern.
Die Tests mit dem zweiten Prototyp 42-102368 dauerten noch bis zum 15. März 1950 an und zeigten immer neue Probleme auf, die das Flugzeug als Bomber nahezu untauglich machten. Aufgrund der Auslegung als Nurflügel und der damals noch nicht verfügbaren Flugregelanlagen zur automatischen Stabilisierung litt die YB-49 unter einer geringen Nickstabilität (um die Querachse), was das Zielen mittels dem optischen Zielgerät „Norden“ im Einsatz als Bomber erheblich negativ beeinflusste. Es gab zudem einen schweren Triebwerksbrand, den das Flugzeug jedoch überstand. Nur kurz nach dem Abbruch des Programms hatte die YB-49 einen Unfall beim Rollen am Boden und brannte völlig aus.

## Programmende
Es gibt langjährige Verschwörungstheorien über die Aufhebung des Flying Wing-Programms. Insbesondere eine Anschuldigung von Jack Northrop, dass der Sekretär der Luftwaffe Stuart Symington versucht habe, ihn zur Fusion seines Unternehmens mit dem von der Atlas Corporation kontrollierten Convair zu zwingen. In einem aufgezeichneten Interview von 1979 behauptete Jack Northrop, der Vertrag mit Flying Wing sei gekündigt worden. Er wollte der geplanten Fusion nicht zustimmen, weil die Fusionsforderungen aus seiner Sichtweise „grob unfair“ seien. Als Northrop sich weigerte, soll Symington das Programm B-35 und B-49 abgesagt haben. Symington wiederum wurde Präsident von Convair, nachdem er kurze Zeit später den Regierungsdienst verlassen hatte.
Andere Beobachter stellen fest, dass die Entwürfe YB-35 und YB-49 gut dokumentierte Leistungs- und Entwurfsprobleme aufwiesen, während der Convair B-36 mehr Entwicklungsgeld benötigte. Zu diesem Zeitpunkt schien es, dass sowohl das Programm B-36 als auch das B-35 abgebrochen werden könnte. Die USAF und die Delegation des Texas Congressional wünschten sich ein Produktionsprogramm für die große Flugzeugproduktionsfabrik in Fort Worth, und Convair hatte viel effektivere Lobbyisten in Washington DC. Die Northrop Corporation war immer ein technologischer Vorreiter, aber die Unabhängigkeit von Jack Northrop kollidierte oft mit dem politischen Wheeling-and-Dealing in Washington, das dazu neigte, riesige militärische Zuweisungen vorzunehmen.
Infolgedessen setzte sich die B-36 mit etwas mehr als 380 gebauten Flugzeugen durch. Anfang desselben Jahres, als der YB-49-Jetbomber gestrichen wurde, erhielt Northrop einen kleineren Produktionsvertrag für seinen F-89 Scorpion-Jäger als Entschädigung für den verlorenen Flying Wing-Vertrag.

## Technische Daten (YB-49)

### Allgemeine Daten
- Besatzung: 7
- Länge: 16,20 m
- Flügelspannweite: 52,40 m
- Höhe: 6,2 m
- Flügelfläche: 372 m²
- Flügelstreckung: 7,4
- Leermasse: 40.100 kg
- Masse beladen: 60.600 kg
- max. Startmasse: 88.000 kg
- Triebwerke: 8 × Allison J35-A-15-Turbojets mit je 17 kN Schub

### Leistung
- Höchstgeschwindigkeit: 789 km/h
- Reichweite Kampfeinsatz: 2600 km
- Überführungsreichweite: 5700 km
- Dienstgipfelhöhe: 13.900 m
- Steigrate: 1145 m/min
- Verhältnis Schub-Gewicht: 2,2 N/kg

### Bewaffnung
- 4 × Maschinengewehre Kaliber 12,7 mm
- 14.500 kg Bomben

## Sonstiges
Der 1953 erschienene US-Spielfilm Kampf der Welten enthält Originalaufnahmen vom Start einer YB-49 zur Darstellung eines Atombombenangriffes gegen außerirdische Invasoren. Außerdem spielt eine YB-49 in Clive Cusslers Roman Brennendes Wasser (Curt Austin / Numa Files) eine entscheidende Rolle.